# Клокотіч
Клокотіч (рум. Clocotici) — село у повіті Караш-Северін в Румунії. Входить до складу комуни Лупак.
Село розташоване на відстані 348 км на захід від Бухареста, 7 км на південний захід від Решиці, 74 км на південний схід від Тімішоари.

## Населення
За даними перепису населення 2002 року у селі проживали 1036 осіб.
Національний склад населення села:
| Національність | Кількість осіб | Відсоток |
| -------------- | -------------- | -------- |
| хорвати        | 998            | 96,3%    |
| румуни         | 25             | 2,4%     |

Рідною мовою назвали:
| Мова       | Кількість осіб | Відсоток |
| ---------- | -------------- | -------- |
| хорватська | 999            | 96,4%    |
| румунська  | 24             | 2,3%     |